# Migliori prestazioni italiane nell'eptathlon

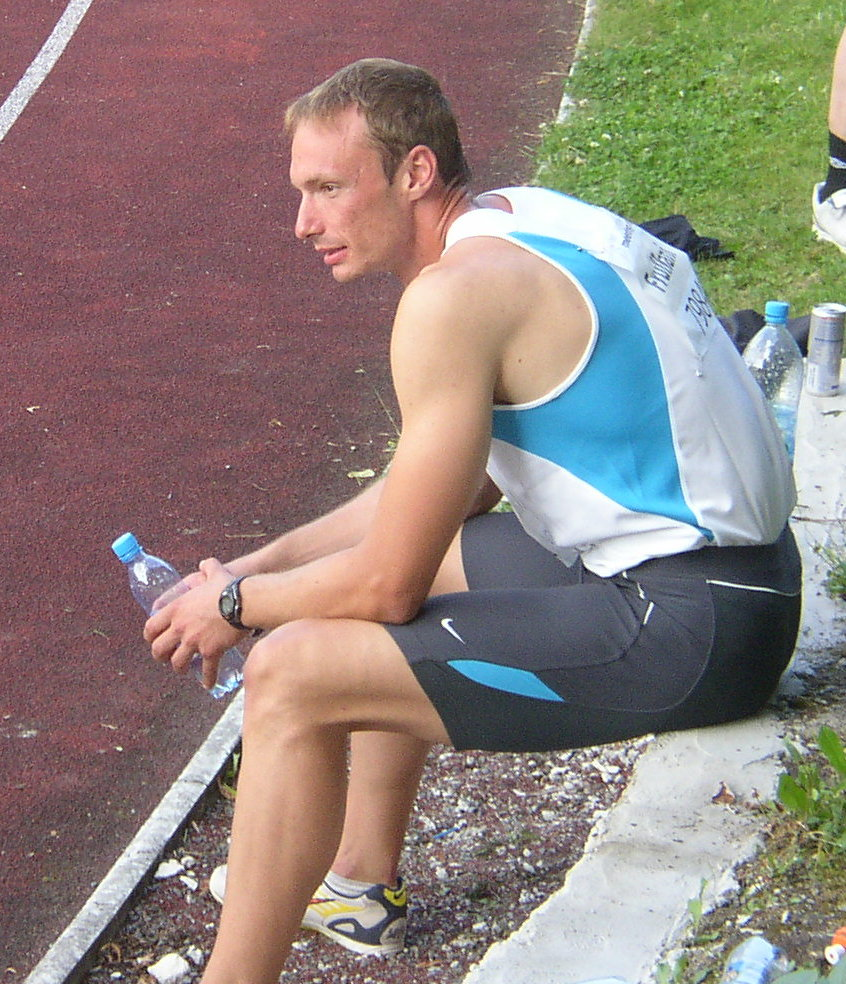
William Frullani, primatista italiano dell'eptathlon maschile indoor dal 2009 al 2021

La lista delle migliori prestazioni italiane nell'eptathlon, aggiornata periodicamente dalla Federazione Italiana di Atletica Leggera, raccoglie i migliori risultati di tutti i tempi degli atleti italiani nella specialità dell'eptathlon femminile outdoor e dell'eptathlon maschile indoor.

## Femminili outdoor
Statistiche aggiornate al 2 ottobre 2022.
|     | Punti | Atleta             | Luogo               | Data           |
| --- | ----- | ------------------ | ------------------- | -------------- |
| 1.  | 6 185 | Gertrud Bacher     | Desenzano del Garda | 9 maggio 1999  |
| 2.  | 6 135 | Giuliana Spada     | Cesano Maderno      | 28 maggio 1995 |
| 3.  | 6 059 | Karin Periginelli  | Bologna             | 26 maggio 1996 |
| 4.  | 6 056 | Ifeoma Ozoeze      | Tokyo               | 27 agosto 1991 |
| 5.  | 6 028 | Sveva Gerevini     | Monaco di Baviera   | 18 agosto 2022 |
| 6.  | 5 988 | Francesca Doveri   | Desenzano del Garda | 8 maggio 2011  |
| 7.  | 5 957 | Corinne Schneider  | Duisburg            | 29 agosto 1989 |
| 8.  | 5 920 | Silvia Dalla Piana | Desenzano del Garda | 25 luglio 2004 |
| 9.  | 5 844 | Elisa Trevisan     | Desenzano del Garda | 25 luglio 2004 |
| 10. | 5 785 | Alessandra Becatti | Götzis              | 24 maggio 1987 |

## Maschili indoor
Statistiche aggiornate al 20 marzo 2022.
|     | Punti | Atleta             | Luogo       | Data             |
| --- | ----- | ------------------ | ----------- | ---------------- |
| 1.  | 6 076 | Dario Dester       | Ancona      | 21 febbraio 2021 |
| 2.  | 5 986 | Simone Cairoli     | Ancona      | 21 febbraio 2021 |
| 3.  | 5 972 | William Frullani   | Torino      | 8 marzo 2009     |
| 4.  | 5 893 | Cristian Gasparro  | Genova      | 3 febbraio 2002  |
| 5.  | 5 866 | Gianni Iapichino   | Valencia    | 28 gennaio 1996  |
| 6.  | 5 840 | Beniamino Poserina | Castellanza | 1º febbraio 1998 |
| 7.  | 5 777 | Lorenzo Naidon     | Ancona      | 27 febbraio 2022 |
| 8.  | 5 711 | Luca Ceglie        | Ancona      | 28 gennaio 2007  |
| 9.  | 5 682 | Marzio Viti        | Genova      | 3 febbraio 2002  |
| 10. | 5 666 | Luciano Asta       | Ancona      | 23 gennaio 2000  |